# 990 Yerkes
990 Yerkes este un asteroid din centura principală, descoperit pe 23 noiembrie 1922, de George Van Biesbroeck.